# ویکتور ایزاک اکوستا
ویکتور ایزاک اکوستا (انگلیسی: Victor Isaac Acosta؛ زادهٔ ۴ دسامبر ۱۹۸۶) بازیکن فوتبال اهل آرژانتین است.
از باشگاه‌هایی که در آن بازی کرده‌است می‌توان به باشگاه فوتبال دئگو، باشگاه فوتبال ال پورونیر، و باشگاه فوتبال ولز سارسفیلد اشاره کرد.